# Sau3AI
Sau3AI är ett restriktionsenzym som finns i Staphylococcus aureus. Dess funktion är att klyva DNA-strängar vid sekvensen GATC. Den klyver inte rakt av utan skapar klistriga ändar, det vill säga ena delen skjuter ut.
Igenkänningssekvens:

 5' GATC 

 3' CTAG 
Efter klyvning:

 5' ---   GATC--- 3' 

 3' ---CTAG   --- 5' 